# Booneville (Mississippi)
Booneville település az Amerikai Egyesült Államok Mississippi államában, Prentiss megyében, melynek megyeszékhelye is. Lakosainak száma 9126 fő (2020. április 1.).

## Népesség
A település népességének változása:
| Lakosok száma | 8625 | 8743 | 9126 |
|               | 2000 | 2010 | 2020 |